# Scaptomyza penicula
Scaptomyza penicula är en tvåvingeart som beskrevs av Hardy 1965. Scaptomyza penicula ingår i släktet Scaptomyza och familjen daggflugor. Inga underarter finns listade i Catalogue of Life.